# Guerras yugoslavas
Las guerras yugoslavas fueron una serie de conflictos en el territorio de la antigua Yugoslavia, que sucedieron entre 1991 y 2001. Comprendieron dos grupos de guerras sucesivas que afectaron a las seis ex repúblicas yugoslavas. Se han empleado términos alternativos como guerra de la antigua Yugoslavia o guerra de los Balcanes.
Las guerras se caracterizaron por los conflictos étnico-religiosos entre los pueblos de la antigua Yugoslavia, principalmente entre los serbios, por un lado, y los croatas, bosnios y albaneses, por el otro; aunque también, en un principio, entre bosnios y croatas en Bosnia y Herzegovina. El conflicto obedeció a causas políticas, económicas y culturales, así como a las tensiones étnicas y religiosas (predominio musulmán en Bosnia y predominio cristiano en Serbia). Hubo muchos detonantes, entre los principales encontramos la inestabilidad social en la la provincia de Kosovo (motivada por factores como cambios demográficos, una creciente serbofobia y una mala respuesta administrativa) que acabaron por hacer que Milošević disolviera la autonomía de la provincia, la crisis económica socialista que azotaba al bloque del este (aunque con menos vehemencia en Yugoslavia) pero ante todo, el considerado como principal precedente a la desintegración política de Yugoslavia fue la ruptura de la centralidad de la SKJ en favor de sus ramas regionales. Estas ramas regionales (en especial la croata (SKH)) fueron abandonando progresivamente el socialismo yugoslavo en el contexto del debilitamiento internacional del socialismo y empezaron a virar hacia el nacionalismo. En 1990, en Croacia, se convocaron elecciones parlamentarias libres, donde el partido nacionalista HDZ ganó por mayoría absoluta. El auge del nacionalismo empieza a aumentar en todas las repúblicas internas de Yugoslavia, y finalmente, las fuerzas políticas gobernantes se identifican con sus respectivos nacionalismos (el serbio, liderado por Slobodan Milošević, el croata por Franjo Tuđman y el bosnio por Alija Izetbegović). En esta situación, el debate político sobre las independencias de las repúblicas internas era ya hegemónico. Meses después, Eslovenia presenta su DUI, comenzando la Guerra de los Diez Días y en Croacia estalla la Guerra de Croacia. Posteriormente el 15 de enero de 1992, los países de la Comunidad Europea y algunos de la comunidad internacional reconocieron la independencia de Eslovenia y Croacia, lo que supuso la disolución de la RFS de Yugoslavia. Serbia y Montenegro siguieron usando esa denominación, sin reconocimiento internacional, hasta 2003.
Las guerras yugoslavas finalizaron dejando gran parte de la antigua Yugoslavia reducida a la pobreza, con una desorganización económica masiva e inestabilidad persistente en los territorios donde ocurrieron las peores luchas. Esas guerras fueron los conflictos más sangrientos en Europa desde el fin de la Segunda Guerra Mundial, con 130.000 a 200.000 muertos y millones más desterrados de sus hogares. Fueron también los primeros conflictos desde la Segunda Guerra Mundial en haber sido formalmente juzgados: los genocidas y muchos de los individuos claves fueron procesados y condenados por crímenes de guerra.

## Conflictos
Las guerras yugoslavas pueden dividirse en tres grupos de conflictos diferentes:
- Respuesta de Serbia a la disolución total de Yugoslavia:
  1. Intervención de Serbia (1991-2001)
- Guerras durante la disolución de la República Federativa Socialista de Yugoslavia:
  1. Guerra de Eslovenia (1991)
  2. Guerra de Croacia (1991-1995)
  3. Guerra de Bosnia (1992-1995)
  4. Guerra Croata-Bosnia (1992-1994)
- Guerras durante la disolución de la República Federal de Yugoslavia:
  1. Guerra de Kosovo (1998-1999)
  2. Conflicto del Sur de Serbia (1999-2001)
  3. Conflicto de Macedonia de 2001 (2001)

## Trasfondo

Mapa de las distintas repúblicas que formaban la Federación Yugoslava. Tras el inicio de las guerras en 1990, en 1992 la comunidad internacional reconocerá a las repúblicas como países independientes y con las mismas fronteras que tenían dentro de la federación.

Las tensiones provinieron de la composición multiétnica del primer Reino de Yugoslavia y la relativa supremacía política y demográfica de los serbios. Estas tensiones fueron aprovechadas por el Eje Roma-Berlín-Tokio en la Segunda Guerra Mundial, que establecieron un Estado títere que abarcaba la mayor parte de las actuales Croacia y Bosnia-Herzegovina. Se puso a cargo de este Estado Independiente de Croacia a una organización fascista, la Ustashe, que llevó a cabo una política genocida contra los civiles serbios del territorio. La milicia serbia Chetnik contraatacó contra los croatas. Ambos se enfrentaron y fueron finalmente derrotados por el movimiento de tendencia comunista y antifascista partisanos, compuesto por miembros de todos los grupos de la zona, lo que desembocó en la formación de República Federal Socialista de Yugoslavia, liderada por el Mariscal Josip Broz Tito.
Tras la caída del bloque comunista, los deseos de independencia se acentuaron en la región, desencadenando un conflicto multilateral en Europa, el mayor desde la Segunda Guerra Mundial. Además, la desintegración de la URSS propició la entrada de armas soviéticas a gran escala en la zona de los Balcanes, con las que se armaron rebeldes y paramilitares. La zona es aún en la actualidad uno de los focos de comercio ilegal de armas en Europa.
En el caso de las zonas pobladas por albanos, la causa principal fue el crecimiento de la población albanesa en áreas en las que anteriormente eran minoría. En el caso de Kosovo, algunos serbios interpretaron este crecimiento de la influencia albanesa como la pérdida de sus territorios ancestrales.

## Desarrollo (1991-2001)

Cronología de la disolución de la RFS de Yugoslavia (1991-1998).

Las Guerras Yugoslavas se iniciaron con la secesión de las dos regiones del norte de la antigua Yugoslavia —Eslovenia y Croacia— a causa de un amplio abanico de motivos.

### La breve guerra de Eslovenia
El primero de estos conflictos fue la breve guerra de Eslovenia tras la declaración de independencia de la Federación el 25 de junio de 1991. El gobierno federal ordenó al Ejército Popular Yugoslavo asegurar los pasos fronterizos de Eslovenia. La policía eslovena y la Defensa Territorial bloquearon los cuarteles y las carreteras, lo cual limitó las escaramuzas alrededor de la república. La guerra fue breve debido a que el ejército yugoslavo (JNA) dominado por los serbios no quiso malgastar recursos en esta campaña ya que se estaba preparando para la Guerra Croata de Independencia, donde Serbia sí tenía reivindicaciones territoriales en Croacia, a diferencia de Eslovenia que era considerada "étnicamente homogénea" y por lo tanto sin interés para los nacionalistas serbios, puesto que apenas había serbios en su territorio. Tras días de enfrentamientos, se puso fin al conflicto mediante la negociación en Brioni, el 9 de julio de 1991, cuando Eslovenia y Croacia, acordaron una moratoria de tres meses sobre la secesión. El ejército yugoslavo se retiró por completo de Eslovenia el 26 de octubre de 1991.

### Guerra nacionalista en Croacia

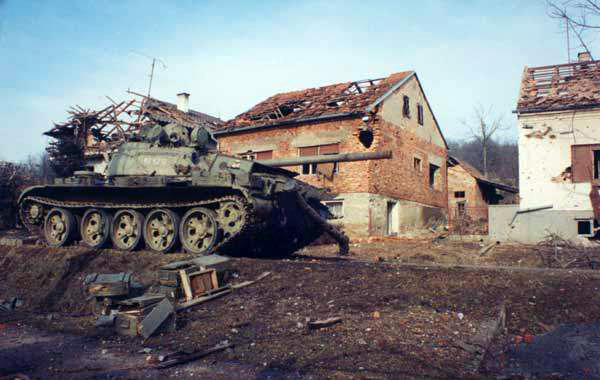
Tanque serbio T-55 destruido. 1991.

El segundo conflicto también se llevó a cabo con la misma motivación pero devino abiertamente en un choque nacionalista, entre los nacionalismos serbio y croata, personificados en Serbia por el presidente Slobodan Milošević y en Croacia por el presidente Franjo Tuđman. Croacia declaró su independencia en junio de 1991, pero esta declaración no tuvo efecto hasta el 8 de octubre. La minoría serbia de Croacia no aceptó la independencia de Yugoslavia y proclamó la República Serbia de Krajina como región autónoma. Belgrado, por su parte, mandó al Ejército Popular Yugoslavo a enfrentarse a las recién creadas fuerzas armadas croatas.
El 18 de noviembre el ejército yugoslavo recuperó Vukovar tras meses de asedio, dejando una ciudad en ruinas. En enero de 1992 el Plan de Paz Vance-Owen determinó que la ONU tomaría el control de algunas zonas y acabó con los conflictos militares, aunque hasta 1995 no se detendrían definitivamente los ataques esporádicos de artillería sobre ciudades croatas y las incursiones ocasionales de fuerzas croatas en zonas bajo el control de la ONU. En agosto de 1995 las fuerzas croatas llevaron a cabo la Operación Tormenta, anexionando finalmente la RSK y provocando la expulsión de unos 250 000 serbios que habitaban en Croacia. Se estima que en todo el conflicto murieron alrededor de 25 000 personas de forma violenta.

### Extensión de la guerra a Bosnia
Ya en 1991, el conflicto que se inicia en las dos primeras repúblicas llegó también a la región de Bosnia-Herzegovina, en donde se lucharían dos conflictos, uno inmerso en el otro, y por parte de tres facciones: los serbios de Bosnia-Herzegovina, los croatas de Bosnia-Herzegovina y los bosnios musulmanes de Bosnia-Herzegovina, que diferían principalmente por su confesión, estando divididos entre tres religiones tradicionalmente dominantes en la región: ortodoxa, católica y musulmana respectivamente. Fue por mucho el conflicto más sangriento de las Guerras de Yugoslavia, con episodios de limpieza étnica como fueron la masacre de Srebrenica y de Ahmići, además de violaciones masivas de mujeres bosnias. Importantes ciudades fueron asediadas y devastadas durante años, como fueron los asedios de Sarajevo, de Mostar y de otras localidades. Se estima que alrededor de cien mil personas murieron de forma violenta.

### Secesión pacífica de Macedonia
Macedonia declaró su independencia el 8 de septiembre de 1991. Sin embargo, a diferencia de lo ocurrido en Eslovenia y Croacia, el ejército yugoslavo (JNA, controlado por los serbios) no intervino en Macedonia porque podría haber supuesto un conflicto a gran escala fuera de control ya que podrían involucrarse hasta 5 países vecinos (Grecia, Albania, Serbia, Bulgaria y Turquía), algunos como Grecia y Turquía incluso miembros de la OTAN, ya que "ninguno de los países vecinos de Macedonia se mantendrián impasibles mientras otros se reparten este territorio". Por otro lado una intervención serbia hubiera distraído unidades militares muy necesarias en otros frentes. Aun así Milosevic amenazó con invadir Macedonia, lo que hubiera podido provocar la entrada de Turquía en la guerra (y a su vez desencadenar la entrada de Grecia al ser aliada de Serbia). También la importante minoría albanesa hubiera podido desestabilizar el país y obligar a Albania a una intervención.

### Montenegro, aliado incondicional de Serbia
Montenegro siempre fue el aliado más fiel de Serbia durante todo el conflicto. Cuando la República Socialista Federal de Yugoslavia se desintegró oficialmente en 1992, Montenegro y Serbia decidieron mantenerse unidos formando la República Federal de Yugoslavia (luego se llamaría Serbia y Montenegro entre el 2003-06). Se involucró especialmente en la guerra contra Croacia y contra Bosnia, y tropas montenegrinas lucharon entre 1991 y 1995 junto a los serbios contra los croatas y los bosnios. No sufrió los horrores que sí padecieron otros países, y el 21 de mayo de 2006, en un plebiscito, el 55,4% de la población montenegrina apoyó la independencia de este territorio.

### Acuerdos de paz

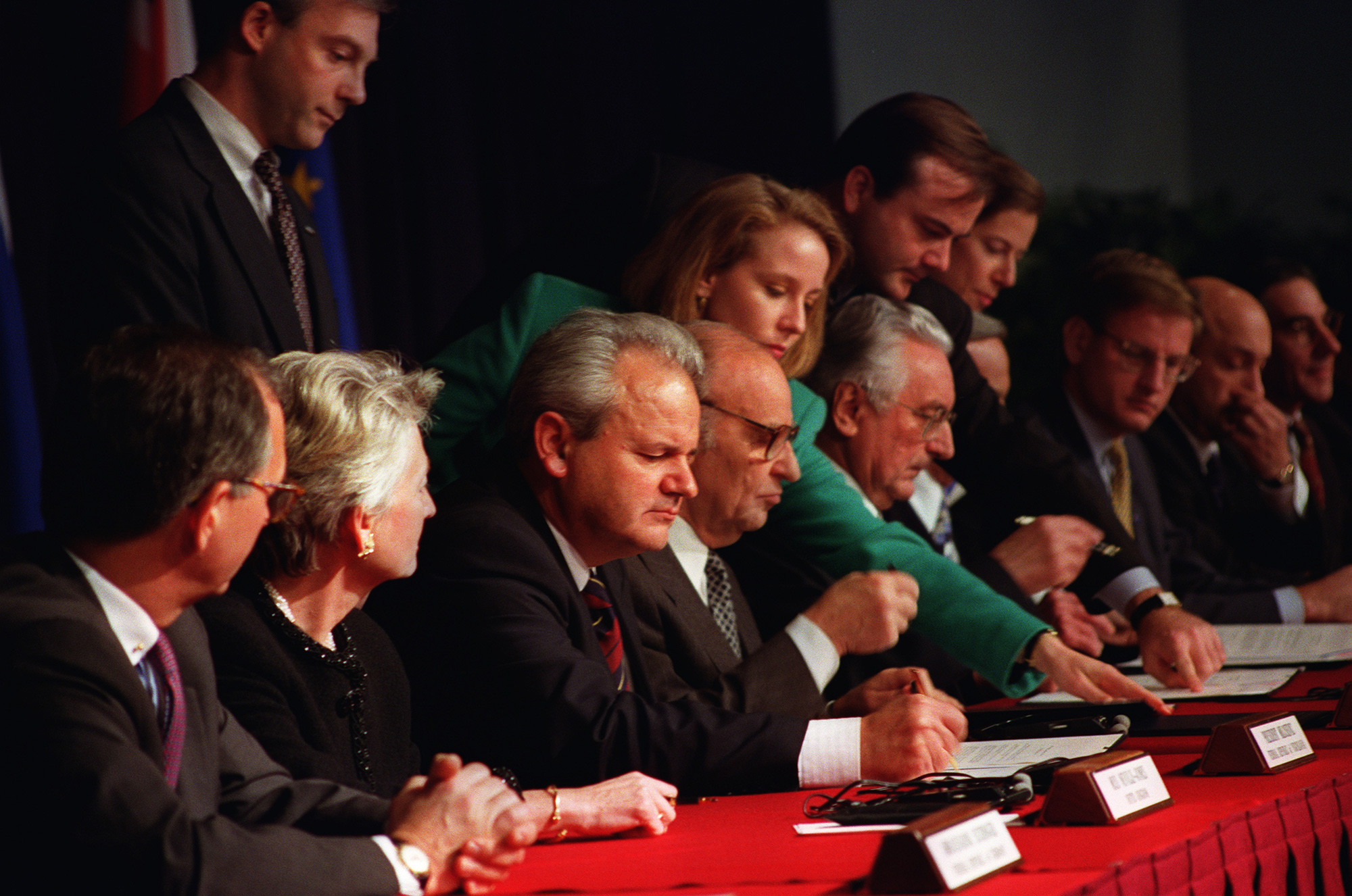
Firma de los Acuerdos de Dayton. 1995.

Estados Unidos gestionó la paz entre Croacia y el Ejército de la República Bosnia-Herzegovina que culminó en los Acuerdos de Washington firmados el 18 de marzo de 1994. La ofensiva de las tropas croatas el verano de 1995 con dos operaciones rápidas del Ejército Croata, de nombre en clave Operación Flash y Operación Tormenta,  en las que consiguieron recuperar todo su territorio excepto la zona bajo control de la ONU (UNPA) del Sector Este, pusieron fin a la guerra entre Croacia y Yugoslavia el 7 de agosto de 1995. Todos los serbios de estas zonas pasaron a ser refugiados. Los meses siguientes la OTAN ejecutó una campaña aérea contra
posiciones del Ejército de la República Srpska, llamada Operación Deliberate Force.
Finalmente la comunidad internacional presionó a todos los bandos para dejar las armas y negociar un final del conflicto. La guerra en Bosnia acabó oficialmente tras la firma de los Acuerdos de Dayton por los representantes de Bosnia-Herzegovina, Croacia y Yugoslavia, el 14 de diciembre de 1995. En el acuerdo se establecía que el Sector Este sería controlado por la administración de la ONU (UNTAES). Dicho sector fue reintegrado pacíficamente a Croacia en 1998.

### Guerra de Kosovo y otros conflictos

Bombardeo de la OTAN. Belgrado, 1999.

En Kosovo, República de Macedonia, y en la propia Serbia, los conflictos se caracterizaron por la tensión política y racial entre los gobiernos eslavos y las minorías albanesas que buscaban autonomía, o independencia, como fue el caso de Kosovo.
En Kosovo los separatistas albaneses del Ejército de Liberación de Kosovo combatían a las fuerzas de seguridad yugoslavas desde hacía años y el conflicto estalló en una guerra a gran escala en 1999. La guerra en Kosovo terminó con los bombardeos de la OTAN contra las República Federal de Yugoslavia, con el nombre en clave Operación Fuerza Aliada, aunque posteriores desórdenes generalizados en Kosovo estallaron en 2004. Durante la ofensiva aérea de la OTAN el número de bajas civiles fueron de 2500 serbios. En febrero de 2008 el Parlamento de Kosovo declaró unilateralmente la independencia de Serbia, aunque actualmente solo dispone de reconocimiento parcial a nivel internacional.
Los conflictos entre macedonios y serbios sureños se caracterizó por choques armados entre las fuerzas estatales de seguridad y las guerrillas de etnia albanesa.  Los conflictos en el sur de Serbia y en la república de Macedonia terminaron con tratados de paz internacionalmente fiscalizados entre los insurgentes y el gobierno, pero la situación en ambas regiones sigue siendo frágil, teniendo en cuenta los procesos.

## En la literatura
Las novelas de Arturo Pérez-Reverte Territorio comanche y El pintor de batallas están basadas en su experiencia como corresponsal en las Guerras yugoslavas.
La novela de Goran Vojnović llamada Yugoslavia, mi tierra retrata los padecimientos sociales y emocionales desde la perspectiva de un adolescente que busca a su padre.

## En la cultura popular

### Documentales
- The Death of Yugoslavia: una serie documental de la BBC de 1995 que explica la secuencia de acontecimientos que provocaron la disolución de Yugoslavia y las guerras posteriores.

### Música
- El grupo de rock irlandés U2 (acreditados como Passengers), en colaboración con el tenor italiano Luciano Pavarotti, lanza la canción «Miss Sarajevo» en 1995, basada en el estado de sitio de Sarajevo y en la historia de un concurso de belleza organizado en secreto el 29 de mayo de 1993, donde tanto la ganadora, Inela Nogić, como el resto de concursantes posaron con una pancarta que tenía la frase «Don't let them kill us» (en español: «No dejes que nos maten»). La canción fue acompañada con un documental dirigido clandestinamente por el periodista estadounidense Bill Carter, cuyas imágenes (incluyendo las del concurso de belleza) fueron incluidas en el video musical.

### Videojuegos
- Grand Theft Auto IV (2008): La trama de este videojuego es protagonizada por Niko Bellic, un emigrante Serbio veterano de las Guerras Yugoslavas. Viajó a los Estados Unidos ilegalmente en un carguero para una mejor oportunidad de vida y buscar venganza del hombre que mató a sus amigos durante la guerra, quien posiblemente estaría refugiado en Liberty City (ciudad basada en Nueva York).

### En el cine
- Sympathy for the devil (2019) de Guillaume de Fontaine. En 1992, en plena guerra de los Balcanes, el periodista de guerra francés Paul Marchand cubre el sitio de Sarajevo. Su actitud provocadora le enfrenta con militares, tropas de Naciones Unidas y hasta sus propios compañeros.
- Un día perfecto (2015) de Fernando León de Aranoa. Un día en la vida de un grupo de cooperantes en los últimos días de la Guerra de Bosnia.[19]
- La verdad oculta (2010) de Larysa Kondracki. La historia de una oficial de policía de Nebraska, que viaja a Bosnia como observadora de Naciones Unidas y denuncia el encubrimiento de tráfico de esclavas sexuales por parte de una multinacional.[20]
- En tierra de sangre y miel (2011) de Angelina Jolie. Ambientada en la Guerra de Bosnia, narra la influencia de los trágicos sucesos acaecidos durante el conflicto en el país sobre la historia de amor de una pareja formada por una mujer bosnia musulmana y un hombre serbio. Aborda el tema de las violaciones masivas en Bosnia durante la guerra.[21]
- Cirkus Columbia (2010) de Danis Tanović.  La historia del regreso de un hombre a su hogar en Bosnia y Herzegovina, tras la disolución de Yugoslavia, y un poco antes de las Guerras yugoslavas; y cómo enfrenta su pasado y el de su familia.[22]
- El peso de las cadenas (2010) de Boris Malagurski. Documental sobre el papel jugado por EE. UU., la OTAN y la UE en la desaparición de Yugoslavia.[23]
- Grbavica (2006) de Jasmila Žbanić. Película acerca de la vida de una madre soltera en el Sarajevo de la postguerra, después de las violaciones de mujeres bosnias por parte de las tropas serbobosnias durante la guerra.
- La vida secreta de las palabras (2005) de Isabel Coixet. El encuentro entre un hombre víctima de un accidente y su cuidadora desvela el pasado de ella como víctima de la guerra.[24]
- 11'09"01 - Once de septiembre (segmento de Bosnia Herzogovina) (2002) de Danis Tanović. Las mujeres que perdieron a sus familiares en la masacre de Srebrenica desfilan en la plaza de la ciudad en la misma fecha del atentado contra las Torres Gemelas en Nueva York.[25]
- Guerreros (2002) de Daniel Calparsoro. En el Kosovo del año 2000, uno después de que la OTAN bombardease la zona, un grupo de militares españoles de la KFOR se ve involuntariamente envuelto en la violencia entre los bandos albanokosovar y serbio.[26]
- En tierra de nadie (2001) de Danis Tanović. Muestra desde un punto de vista tragicómico el duro y espinoso conflicto de los Balcanes.
- Behind Enemy Lines (2001) es una película estadounidense de guerra, protagonizada por Owen Wilson y Gene Hackman y dirigida por John Moore. La historia gira alrededor de una matanza de la Guerra de Bosnia entre 1992 y 1995, descubierta por un aviador naval americano.
- Las Flores de Harrison (2001) de Élie Chouraqui. La mujer de un periodista desaparecido en Vukovar (Croacia) se traslada allí para buscarlo y se encuentra en mitad de una guerra atroz y cruel.[27]
- Savior (1998) de Predrag Antonijevic. La historia de un duro mercenario que comienza a descubrir su verdadera humanidad cuando se enfrenta a las atrocidades ocurridas durante la guerra de Bosnia.[28]
- Bienvenidos a Sarajevo (1997) de Michael Winterbottom. La historia de un periodista que cubre la Guerra de Bosnia e intenta ayudar a una niña que vive en un orfanato a salir del país.[29]
- Calling the ghosts (1996) de Mandy Jacobson y Karmen Jelincić. Documental sobre las mujeres violadas y torturadas en los campos de concentración de Bosnia y Herzegovina.
- Lepa sela lepo gore (1996) de Srđan Dragojević. Ambientada en la Guerra de Bosnia, cuenta la historia de un pequeño grupo de soldados serbios atrapados en un túnel por fuerzas bosnias.
- Territorio Comanche (1996) de Gerardo Herrero. Ambientada en el Sarajevo de la primera mitad de los años 1990, durante la Guerra de Bosnia, relata el día a día en ese ambiente bélico de la periodista Laura Riera que pretende impulsar su carrera a través de las crónicas del conflicto.[30]
- Underground (1995) de Emir Kusturica. Película sobre la historia de guerras sufridas en Yugoslavia desde la II Guerra Mundial.[31]
- La mirada de Ulises (1995) de Theo Angelopoulos. Una reconstrucción libre de La Odisea de Homero, ambientada en la guerra de Bosnia.[32]
- Antes de la lluvia (1994) de Milcho Manchevski. Tres historias que tienen como trasfondo la guerra. Dos situadas en Macedonia y una en Londres.